# Deuxième district congressionnel d'Arizona
Le 2e district congressionnel de l'Arizona est un district qui se trouve dans la partie nord-est de l'Arizona et comprend les comtés d'Apache, Coconino, Gila, Navajo et Yavapai dans leur intégralité ainsi que des parties des comtés de Graham, Maricopa, Mohave et Pinal. La plus grande ville du district est Flagstaff.
Avant janvier 2023, le 2e district de l'Arizona était situé dans le coin sud-est de l'État et comprenait les comtés de Cochise et de l'est de Pima, attirant la majeure partie de sa population de la ville de Tucson. La majorité de ce district a été renumérotée 6e district, tandis que le 2e a été redessiné pour reprendre essentiellement ce qui était le 1er district de 2003 à 2023.
Le district comprend 12 réserves indiennes, dont les peuples Hualapai, Havasupai, Hopi, Navajo, San Carlos Apache et White Mountain Apache. 22 % des citoyens du district sont amérindiens.
Il est actuellement représenté par le Républicain Eli Crane.

## Histoire du district
Lorsque l'Arizona a été divisé en districts congressionnels pour la première fois après le recensement de 1950, le 2e district comprenait tout l'État en dehors de la région de Phoenix. L'Arizona a obtenu une troisième circonscription après le recensement de 1960, et le 2e district a été réduit à peu près au tiers sud de l'État, s'étendant de frontière à frontière du Nouveau-Mexique à la Californie. Il s'étendait sur toute la longueur de la frontière avec le Mexique. La plus grande ville du district était de loin Tucson. La ville suivante était Yuma, à l'extrême ouest. Après un redécoupage au milieu de la décennie, en 1967, la circonscription a été légèrement déplacée vers le nord et a récupéré une partie du sud de Phoenix. Cette configuration est restée largement inchangée jusqu'au recensement de 1980, lorsqu'une grande partie de l'est de Tucson a été intégrée au nouveau 5e district.
Le 2e district est resté basé dans le sud de l'Arizona jusqu'au recensement de 2000, lorsque l'Arizona a gagné deux districts. À ce moment-là, l'ancien 2e district est devenu essentiellement le nouveau 7e district, tandis que la majeure partie de l'ancien 3e district est devenue le nouveau 2e district. Situé dans le coin nord-ouest de l'État, il s'étendait jusqu'à la banlieue ouest de Phoenix, connue sous le nom de West Valley. Elle comprenait toute la ville de Peoria (à l'exception de la partie de cette ville située dans le comté de Yavapai) et Surprise, la majeure partie de Glendale et une grande partie de l'ouest de Phoenix dans le Comté de Maricopa, tout le Comté de Mohave et la Nation Hopi dans les Comtés de Navajo et Coconino.
La taille et la diversité du 2e district (il comprenait la quasi-totalité de la partie nord-ouest de l'État) le faisaient apparaître rural sur une carte. Cependant, plus de 90 % de sa population vivait dans la West Valley, fortement conservatrice, historiquement une zone Républicaine assez sûre.
La forme étrange de la circonscription était révélatrice de l'utilisation du gerrymandering dans sa construction. Cette division inhabituelle n'a cependant pas été dessinée pour favoriser des politiciens, mais est due à des tensions historiques entre les tribus amérindiennes Hopi et Navajo. Les litiges relatifs aux frontières tribales étant de compétence fédérale, il a longtemps été considéré comme inapproprié d'inclure les réserves des deux tribus dans la même circonscription congressionnelle, mais la réserve Hopi est complètement entourée par la réserve Navajo. Afin de se conformer aux lois actuelles de redécoupage de l'Arizona, il fallait trouver un moyen de connexion qui évite d'inclure de grandes portions de terres Navajo, d'où l'étroite connexion fluviale.
George W. Bush a remporté la circonscription en 2004 avec 61 % des voix. John McCain a remporté la circonscription en 2008 avec 60,75 % des voix, tandis que Barack Obama a obtenu 38,07 %.
Lors de la Primaire Démocrate de l'Arizona du Super Tuesday, le 5 février 2008, la circonscription a été remportée par Hillary Clinton avec 54,52 % des voix, contre 35,62 % pour Barack Obama et 7,43 % pour John Edwards. Lors de la Primaire Républicaine de l'Arizona, le 2e district a été remporté par John McCain avec 49,51 % des voix, tandis que Mitt Romney a obtenu 29,51 % et Mike Huckabee 10,46 %.
Après le recensement de 2012, la majeure partie de la portion du Comté de Maricopa de l'ancien 2e district est devenue le 8e district, tandis que le nouveau 2e district a repris la majeure partie du territoire de l'ancien 8e district. Ce dernier, à son tour, avait été le 5e district de 1983 à 2003.
Lors des midterms de 2014, le district a été la dernière élection à la Chambre des Représentants à être décidée, car le recomptage officiel a commencé le 1er décembre en raison de l'avance de la Républicaine Martha McSally sur son adversaire démocrate sortant Ron Barber de moins de 200 voix. En fin de compte, Barber a perdu contre McSally par 167 voix.
Lors des midterms de 2018, McSally s'est retirée pour se présenter au Sénat américain, et la Démocrate Ann Kirkpatrick a été facilement élue pour la remplacer. Après sa défaite dans la course au Sénat de 2018, McSally a été nommée au siège de classe III du Sénat américain rendu vacant par le décès du sénateur John McCain.

## Histoire et démographie
Les Amérindiens de langue athabascane vivaient dans cette région bien avant l'arrivée des Européens qui ont établi le Territoire de l'Arizona. À la fin du XIXe siècle, le chef apache Cochise et une bande de Chiricahuas ont construit leur fief sur la chaîne de montagnes Dragoon. La tribu tendait souvent des embuscades et volait les passants afin d'empêcher les intrus d'accéder à leurs terres. La présence de la tribu a dissuadé la colonisation de la région pendant bien plus longtemps que le reste du territoire de l'Arizona. Le district, qui contient un comté portant désormais son nom, s'est développé lorsque ses ressources variées et précieuses ont été découvertes dans les années 1870. La découverte de mines d'argent en 1878 dans le district de Tombstone a stimulé la croissance et les investissements dans la région.

### Géographie
Le district est couvert de montagnes et de larges vallées. Le district est constitué de prairies désertiques de haute altitude, dont l'altitude varie entre 3 500 et 6 000 pieds. Plusieurs chaînes de montagnes traversent le district, le sommet le plus élevé étant celui des Chiricahua Mountains, à 9 796 pieds. Le sud-est de l'Arizona se trouve à un carrefour écologique où l'on trouve des habitats et des espèces de la Sierra Madre du Mexique, des Rocheuses et des déserts de Sonoran et de Chihuahuan. L'élévation abrupte des montagnes à partir des prairies environnantes crée des habitats uniques abritant des espèces et des communautés de plantes et d'animaux rares. La région a un climat semi-aride avec des hivers modérés et des étés chauds. Les précipitations dépassent rarement 2.5cm par mois, sauf en juillet, août et septembre, où des tempêtes de forte intensité, mais de courte durée, peuvent se produire.

### Principales industries
Les principaux domaines d'activité des habitants du district sont l'agriculture, l'élevage, le bétail, l'exploitation minière et le tourisme. Les principales cultures irriguées sont le coton, le blé, le maïs, les céréales, le sorgho, la luzerne, le foin, les pommes, les pêches, les cerises, les raisins, les pistaches, les noix de pécan, la laitue, les piments et d'autres légumes. La région compte une multitude de fermes d'autocueillette de légumes et de vergers, dont plusieurs fermes biologiques. Des exploitations de tomates et de concombres en serre ont été réalisées au cours des dernières années avec beaucoup de succès. Dans le Comté de Cochise se trouve la base de l'armée américaine de Fort Huachuca et de nombreuses entreprises militaro-industrielles. Dans les zones suburbaines et urbaines, les Walmarts sont les supermarchés les plus abondants.

### Écoles
Le Cochise College, un établissement d'enseignement supérieur de deux ans, est situé dans le district. L'Université de l'Arizona est située à quelques kilomètres de la frontière du district, dans le centre de Tucson. Environ 2,8 % des adultes de 25 ans et plus ont terminé leur scolarité avant la 9e année ; 5,5 % ont terminé leur scolarité entre la 9e et la 12e année, mais n'ont pas obtenu de diplôme ; 17,9 % ont obtenu un diplôme d'études secondaires ; 26,8 % ont fait des études collégiales, mais n'ont pas obtenu de diplôme ; 7,5 % ont obtenu un diplôme d'associé ; 26,1 % ont obtenu un baccalauréat ; et 13,5 % ont obtenu un diplôme d'études supérieures ou professionnelles.

### Tourisme et loisirs
Le tourisme est une industrie importante car le district compte de nombreuses merveilles naturelles, des forêts nationales, des parcs et des zones de conservation. De nombreuses cavernes (dont les célèbres Kartchner Caverns) et canyons peuvent être visités. On peut faire de la randonnée, du camping, de la pêche et de la navigation de plaisance dans toute la région. Il y a aussi des sites historiques Apache, des mémoriaux de guerre, des musées, des trains touristiques et des visites de mines. Le golf est populaire, et plusieurs terrains de golf sont situés dans le district.

## Géographie
| #  | Comté    | Siège     | Population |
| -- | -------- | --------- | ---------- |
| 1  | Apache   | St. Johns | 65 036     |
| 5  | Coconino | Flagstaff | 144 472    |
| 7  | Gila     | Globe     | 54 003     |
| 9  | Graham   | Safford   | 39 525     |
| 13 | Maricopa | Phoenix   | 4 585 871  |
| 15 | Mohave   | Kingman   | 223 682    |
| 17 | Navajo   | Holbrook  | 109 175    |
| 21 | Pinal    | Florence  | 484 239    |
| 25 | Yavapai  | Prescott  | 249 081    |

### Villes de 10 000 personnes ou plus
- Flagstaff - 76 831
- Maricopa - 66 290
- Casa Grande - 53 659
- Prescott Valley - 46 785
- Prescott - 45 827
- Florence - 26 785
- Payson - 16 361
- Coolidge - 13 218
- Chino Valley - 13 020
- Camp Verde - 12 147
- Cottonwood - 12 029
- Verde Village - 12 019
- Show Low - 11 732
- Gold Canyon - 11 404

### Villes de 2500 à 10 000 personnes
- Sedona - 9684
- Winslow - 9005
- Tuba City - 8072
- Wickenburg - 7474
- Page - 7440
- Glove - 7249
- Village of Oak Creek - 6128
- Snowflake - 6104
- Paulden - 5567
- Lake Montezuma - 5111
- Holbrook - 4858
- Kaventa - 4670
- Chinle - 4573
- Whiteriver - 4520
- Clarkdale - 4424
- Eagar - 4395
- Dewey-Humboldt - 4326
- Pinetopp-Lakeside - 4030
- Taylor - 3995
- San Carlos - 3987
- Doney Park - 3894
- Lake of the Woods - 3648
- Fort Defiance - 3541
- St. Johns - 3417
- Cornville - 3362
- Sacaton - 3254
- Williams - 3202
- Heber-Overgaard - 2898
- Cordes Lakes - 2684
- Black Canyon City - 2677
- Linden - 2597
- Timberline-Fernwood - 2572
- Kachina Village - 2502
- Window Rock - 2500

## Historique des votes
| Année | Poste     | Résultats           |
| ----- | --------- | ------------------- |
| 2000  | Président | Gore 56 % – 41 %    |
| 2004  | Président | Bush 61 % – 38 %    |
| 2008  | Président | McCain 61 % – 38 %  |
| 2012  | Président | Romney 50 % – 48 %  |
| 2016  | Président | Clinton 50 % – 45 % |
| 2020  | Président | Biden 55 % – 44 %   |

## Liste des Représentants du district
À partir des élections de 1948, l'Arizona commence à utiliser des districts séparés pour élire ses membres à la Chambre des Représentants plutôt que d'utiliser un ticket global car l'État a gagné un second siège dans la Chambre grâce aux données du Recensement de 1940.
| Membre             | Parti       | Années                           | Congrès     | Histoire électorale | Zone géographique, |
| ------------------ | ----------- | -------------------------------- | ----------- | --- | --- |
| Harold Patten (en) | Démocrate   | 3 janvier 1949 - 3 janvier 1955  | 81e - 83e   | Élu en 1948. Réélu en 1950. Réélu en 1952. Retrait | 1949–1963: Tout excepté le Comté de Maricopa |
| Stewart Udall      | Démocrate   | 3 janvier 1955 - 21 janvier 1961 | 84e - 87e   | Élu en 1954. Réélu en 1956. Réélu en 1958. Réélu en 1960. Démissionne pour devenir Secrétaire d'État à l'Intérieur des États-Unis | 1949–1963: Tout excepté le Comté de Maricopa |
| Vacant             | Vacant      | 21 janvier 1961 - 2 mai 1961     | 87e         | | 1949–1963: Tout excepté le Comté de Maricopa |
| Mo Udall           | Démocrate   | 2 mai 1961 - 4 mai 1991          | 87e - 102e  | Élu pour finir le mandat de son frère. Réélu en 1962. Réélu en 1964. Réélu en 1966. Réélu en 1968. Réélu en 1970. Réélu en 1972. Réélu en 1974. Réélu en 1976. Réélu en 1978. Réélu en 1980. Réélu en 1982. Réélu en 1984. Réélu en 1986. Réélu en 1988. Réélu en 1990. Démissionne pour raisons de santé | 1949–1963: Tout excepté le Comté de Maricopa |
| Mo Udall           | Démocrate   | 2 mai 1961 - 4 mai 1991          | 87e - 102e  | Élu pour finir le mandat de son frère. Réélu en 1962. Réélu en 1964. Réélu en 1966. Réélu en 1968. Réélu en 1970. Réélu en 1972. Réélu en 1974. Réélu en 1976. Réélu en 1978. Réélu en 1980. Réélu en 1982. Réélu en 1984. Réélu en 1986. Réélu en 1988. Réélu en 1990. Démissionne pour raisons de santé | 1963–1973: Sud de l'Arizona, incluant les Comtés de Tucson, Cochise, Pima, Pinal, Santa Cruz et Tuma |
| Mo Udall           | Démocrate   | 2 mai 1961 - 4 mai 1991          | 87e - 102e  | Élu pour finir le mandat de son frère. Réélu en 1962. Réélu en 1964. Réélu en 1966. Réélu en 1968. Réélu en 1970. Réélu en 1972. Réélu en 1974. Réélu en 1976. Réélu en 1978. Réélu en 1980. Réélu en 1982. Réélu en 1984. Réélu en 1986. Réélu en 1988. Réélu en 1990. Démissionne pour raisons de santé | 1973–1983: Comtés de Cochise, Pima, Santa Cruz, Maricopa (en partie) et Pinal (en partie) |
| Mo Udall           | Démocrate   | 2 mai 1961 - 4 mai 1991          | 87e - 102e  | Élu pour finir le mandat de son frère. Réélu en 1962. Réélu en 1964. Réélu en 1966. Réélu en 1968. Réélu en 1970. Réélu en 1972. Réélu en 1974. Réélu en 1976. Réélu en 1978. Réélu en 1980. Réélu en 1982. Réélu en 1984. Réélu en 1986. Réélu en 1988. Réélu en 1990. Démissionne pour raisons de santé | 1983–1993: Sud-ouest de l'Arizona, incluant des parties de l'Aire métropolitaine de Phoenix et Tucson, le Comté de Maricopa (en partie), Pima (en partie, Pinal (en partie), Santa Cruz (en partie) et Yuma (en partie)          |
| Vacant             | Vacant      | 4 mai 1991 - 3 octobre 1991      | 102e        | | |
| Ed Pastor          | Démocrate   | 3 octobre 1991 - 3 janvier 2003  | 102e - 107e | Élu pour terminer le mandat d'Udall. Réélu en 1992. Réélu en 1994. Réélu en 1996. Réélu en 1998. Réélu en 2000. Redécoupage vers le 4e district. | |
| Ed Pastor          | Démocrate   | 3 octobre 1991 - 3 janvier 2003  | 102e - 107e | Élu pour terminer le mandat d'Udall. Réélu en 1992. Réélu en 1994. Réélu en 1996. Réélu en 1998. Réélu en 2000. Redécoupage vers le 4e district. | 1993–2003: Sud-ouest de l'Arizona, incluant des parties de l'Aire métropolitaine de Phoenix et de Tucson, les Comtés de Yuma, Maricopa (en partie), Pima (en partie) et Pinal (en partie)                                        |
| Trent Franks       | Républicain | 3 janvier 2003 - 3 janvier 2013  | 108e - 112e | Élu en 2002. Réélu en 2004. Réélu en 2006. Réélu en 2008. Réélu en 2010. Redécoupage vers le 8e district. | 2000–2013: Parties de l'Aire métropolitaine de Phoenix, jusqu'au nord-ouest de l'Arizona, en plus de la Réserve Hopi, des Comtés de Mohave, Coconino (en partie), La Paz (en partie), Maricopa (en partie) et Navajo (en partie) |
| Ron Barber         | Démocrate   | 3 janvier 2013 - 3 janvier 2015  | 113e        | Redécoupage depuis le 8e district et réélu en 2012. Perds sa réélection. | 2013–2023 : Sud-est de l'Arizona : Comtés de Cochise et Pima (en partie) |
| Martha McSally     | Républicain | 3 janvier 2015 - 3 janvier 2019  | 114e , 115e | Élue en 2014. Réélu en 2016. Retrait pour se présenter comme Sénatrice des États-Unis. | 2013–2023 : Sud-est de l'Arizona : Comtés de Cochise et Pima (en partie) |
| Ann Kirkpatrick    | Démocrate   | 3 janvier 2019 - 3 janvier 2023  | 116e - 117e | Élue en 2018. Réélu en 2020. Redécoupage vers le 6e district et retrait à la fin de son mandat. | 2013–2023 : Sud-est de l'Arizona : Comtés de Cochise et Pima (en partie) |
| Eli Crane          | Républicain | 3 janvier 2023 - en cours        | 118e - 119e | Élu en 2022. Réelu en 2024. | 2023–en cours : Nord-est de l'Arizona : comptés d'Apache, Coconino, Gila, Graham (en partie), Maricopa (en partie), Mohave (en partie), Navajo, Pinal (en partie) et Yavapai                                                     |

## Résultats des récentes élections
Voici les résultats des dix précédents cycles électoraux dans le district.

### 2004
| Élection de 2004 du 2e district congressionnel d'Arizona | Élection de 2004 du 2e district congressionnel d'Arizona | Élection de 2004 du 2e district congressionnel d'Arizona | Élection de 2004 du 2e district congressionnel d'Arizona | Élection de 2004 du 2e district congressionnel d'Arizona |
| -------------------------------------------------------- | -------------------------------------------------------- | -------------------------------------------------------- | -------------------------------------------------------- | -------------------------------------------------------- |
| Parti                                                    | Parti                                                    | Candidat                                                 | Votes                                                    | %                                                        |
|                                                          | Républicain                                              | Trent Franks (sortant)                                   | 165 260                                                  | 59,17                                                    |
|                                                          | Démocrate                                                | Randy Camacho                                            | 107 406                                                  | 38,46                                                    |
|                                                          | Libertarien                                              | Powell Gammill                                           | 6625                                                     | 2,37                                                     |
| Majorité                                                 | Majorité                                                 | Majorité                                                 | 57 854                                                   | 20,71                                                    |
| Total des votes                                          | Total des votes                                          | Total des votes                                          | 279 303                                                  | 100%                                                     |
|                                                          | Les Républicains conservent                              |                                                          |                                                          |                                                          |

### 2006
| Élection de 2006 du 2e district congressionnel d'Arizona | Élection de 2006 du 2e district congressionnel d'Arizona | Élection de 2006 du 2e district congressionnel d'Arizona | Élection de 2006 du 2e district congressionnel d'Arizona | Élection de 2006 du 2e district congressionnel d'Arizona |
| -------------------------------------------------------- | -------------------------------------------------------- | -------------------------------------------------------- | -------------------------------------------------------- | -------------------------------------------------------- |
| Parti                                                    | Parti                                                    | Candidat                                                 | Votes                                                    | %                                                        |
|                                                          | Républicain                                              | Trent Franks (sortant)                                   | 135 150                                                  | 58,62                                                    |
|                                                          | Démocrate                                                | John Thrasher                                            | 89 671                                                   | 38,89                                                    |
|                                                          | Libertarien                                              | Powell Gammill                                           | 5734                                                     | 2,49                                                     |
| Majorité                                                 | Majorité                                                 | Majorité                                                 | 45 479                                                   | 19,73                                                    |
| Total des votes                                          | Total des votes                                          | Total des votes                                          | 230 560                                                  | 100%                                                     |
|                                                          | Les Républicains conservent                              |                                                          |                                                          |                                                          |

### 2008
| Élection de 2008 du 2e district congressionnel d'Arizona | Élection de 2008 du 2e district congressionnel d'Arizona | Élection de 2008 du 2e district congressionnel d'Arizona | Élection de 2008 du 2e district congressionnel d'Arizona | Élection de 2008 du 2e district congressionnel d'Arizona |
| -------------------------------------------------------- | -------------------------------------------------------- | -------------------------------------------------------- | -------------------------------------------------------- | -------------------------------------------------------- |
| Parti                                                    | Parti                                                    | Candidat                                                 | Votes                                                    | %                                                        |
|                                                          | Républicain                                              | Trent Franks (sortant)                                   | 200 914                                                  | 59,44                                                    |
|                                                          | Démocrate                                                | John Thrasher                                            | 125 611                                                  | 37,16                                                    |
|                                                          | Libertarien                                              | Powell Gammill                                           | 7882                                                     | 2,33                                                     |
|                                                          | Vert                                                     | William Demosthenes Crum (en)                            | 3616                                                     | 1,07                                                     |
| Majorité                                                 | Majorité                                                 | Majorité                                                 | 75 303                                                   | 22,28                                                    |
| Total des votes                                          | Total des votes                                          | Total des votes                                          | 338 023                                                  | 100%                                                     |
|                                                          | Les Républicains conservent                              |                                                          |                                                          |                                                          |

### 2010
| Élection de 2010 du 2e district congressionnel d'Arizona | Élection de 2010 du 2e district congressionnel d'Arizona | Élection de 2010 du 2e district congressionnel d'Arizona | Élection de 2010 du 2e district congressionnel d'Arizona | Élection de 2010 du 2e district congressionnel d'Arizona |
| -------------------------------------------------------- | -------------------------------------------------------- | -------------------------------------------------------- | -------------------------------------------------------- | -------------------------------------------------------- |
| Parti                                                    | Parti                                                    | Candidat                                                 | Votes                                                    | %                                                        |
|                                                          | Républicain                                              | Trent Franks (sortant)                                   | 173 173                                                  | 64,89                                                    |
|                                                          | Démocrate                                                | John Thrasher                                            | 82 891                                                   | 31,06                                                    |
|                                                          | Libertarien                                              | Powell Gammill                                           | 10 820                                                   | 4,05                                                     |
| Majorité                                                 | Majorité                                                 | Majorité                                                 | 90 282                                                   | 33,83                                                    |
| Total des votes                                          | Total des votes                                          | Total des votes                                          | 266 884                                                  | 100%                                                     |
|                                                          | Les Républicains conservent                              |                                                          |                                                          |                                                          |

### 2012
| Élection de 2012 du 2e district congressionnel d'Arizona | Élection de 2012 du 2e district congressionnel d'Arizona | Élection de 2012 du 2e district congressionnel d'Arizona | Élection de 2012 du 2e district congressionnel d'Arizona | Élection de 2012 du 2e district congressionnel d'Arizona |
| -------------------------------------------------------- | -------------------------------------------------------- | -------------------------------------------------------- | -------------------------------------------------------- | -------------------------------------------------------- |
| Parti                                                    | Parti                                                    | Candidat                                                 | Votes                                                    | %                                                        |
|                                                          | Démocrate                                                | Ron Barber                                               | 147 338                                                  | 50,41                                                    |
|                                                          | Républicain                                              | Martha McSally                                           | 144 884                                                  | 49,57                                                    |
|                                                          | Write-in                                                 | Write-in                                                 | 57                                                       | 0,02                                                     |
| Majorité                                                 | Majorité                                                 | Majorité                                                 | 2454                                                     | 0,84                                                     |
| Total des votes                                          | Total des votes                                          | Total des votes                                          | 292 279                                                  | 100%                                                     |
|                                                          | Les Démocrates prennent aux Républicains                 |                                                          |                                                          |                                                          |

### 2014
| Élection de 2014 du 2e district congressionnel d'Arizona | Élection de 2014 du 2e district congressionnel d'Arizona | Élection de 2014 du 2e district congressionnel d'Arizona | Élection de 2014 du 2e district congressionnel d'Arizona | Élection de 2014 du 2e district congressionnel d'Arizona |
| -------------------------------------------------------- | -------------------------------------------------------- | -------------------------------------------------------- | -------------------------------------------------------- | -------------------------------------------------------- |
| Parti                                                    | Parti                                                    | Candidat                                                 | Votes                                                    | %                                                        |
|                                                          | Républicain                                              | Martha McSally                                           | 109 704                                                  | 49,81                                                    |
|                                                          | Démocrate                                                | Ron Barber (sortant)                                     | 109 583                                                  | 49,75                                                    |
|                                                          | Write-in                                                 | Write-in                                                 | 1007                                                     | 0,46                                                     |
| Majorité                                                 | Majorité                                                 | Majorité                                                 | 121                                                      | 0,06                                                     |
| Total des votes                                          | Total des votes                                          | Total des votes                                          | 220 254                                                  | 100%                                                     |
|                                                          | Les Républicains prennent aux Démocrates                 |                                                          |                                                          |                                                          |

### 2016
| Élection de 2016 du 2e district congressionnel d'Arizona | Élection de 2016 du 2e district congressionnel d'Arizona | Élection de 2016 du 2e district congressionnel d'Arizona | Élection de 2016 du 2e district congressionnel d'Arizona | Élection de 2016 du 2e district congressionnel d'Arizona |
| -------------------------------------------------------- | -------------------------------------------------------- | -------------------------------------------------------- | -------------------------------------------------------- | -------------------------------------------------------- |
| Parti                                                    | Parti                                                    | Candidat                                                 | Votes                                                    | %                                                        |
|                                                          | Républicain                                              | Martha McSally (sortante)                                | 179 806                                                  | 56,96                                                    |
|                                                          | Démocrate                                                | Matt Heinz (en)                                          | 135 873                                                  | 43,04                                                    |
| Majorité                                                 | Majorité                                                 | Majorité                                                 | 43 933                                                   | 13,92                                                    |
| Total des votes                                          | Total des votes                                          | Total des votes                                          | 315 679                                                  | 100%                                                     |
|                                                          | Les Républicains conservent                              |                                                          |                                                          |                                                          |

### 2018
| Élection de 2018 du 2e district congressionnel d'Arizona | Élection de 2018 du 2e district congressionnel d'Arizona | Élection de 2018 du 2e district congressionnel d'Arizona | Élection de 2018 du 2e district congressionnel d'Arizona | Élection de 2018 du 2e district congressionnel d'Arizona |
| -------------------------------------------------------- | -------------------------------------------------------- | -------------------------------------------------------- | -------------------------------------------------------- | -------------------------------------------------------- |
| Parti                                                    | Parti                                                    | Candidat                                                 | Votes                                                    | %                                                        |
|                                                          | Démocrate                                                | Ann Kirkpatrick                                          | 161 000                                                  | 54,73                                                    |
|                                                          | Républicain                                              | Lea Marquez Peterson                                     | 133 083                                                  | 45,24                                                    |
| Majorité                                                 | Majorité                                                 | Majorité                                                 | 27 917                                                   | 9,49                                                     |
| Total des votes                                          | Total des votes                                          | Total des votes                                          | 294 083                                                  | 100%                                                     |
|                                                          | Les Démocrates prennent aux Républicains                 |                                                          |                                                          |                                                          |

### 2020
| Élection de 2020 du 2e district congressionnel d'Arizona | Élection de 2020 du 2e district congressionnel d'Arizona | Élection de 2020 du 2e district congressionnel d'Arizona | Élection de 2020 du 2e district congressionnel d'Arizona | Élection de 2020 du 2e district congressionnel d'Arizona |
| -------------------------------------------------------- | -------------------------------------------------------- | -------------------------------------------------------- | -------------------------------------------------------- | -------------------------------------------------------- |
| Parti                                                    | Parti                                                    | Candidat                                                 | Votes                                                    | %                                                        |
|                                                          | Démocrate                                                | Ann Kirkpatrick (sortante)                               | 209 945                                                  | 55,1                                                     |
|                                                          | Républicain                                              | Brandon Martin                                           | 170 975                                                  | 44,9                                                     |
|                                                          | Write-in                                                 | Write-in                                                 | 134                                                      | 0,0                                                      |
| Total des votes                                          | Total des votes                                          | Total des votes                                          | 381 054                                                  | 100%                                                     |
|                                                          | Les Démocrates conservent                                |                                                          |                                                          |                                                          |

### 2022
| Primaire Démocrate de 2022 du 2e district congressionnel d'Arizona | Primaire Démocrate de 2022 du 2e district congressionnel d'Arizona | Primaire Démocrate de 2022 du 2e district congressionnel d'Arizona | Primaire Démocrate de 2022 du 2e district congressionnel d'Arizona | Primaire Démocrate de 2022 du 2e district congressionnel d'Arizona |
| ------------------------------------------------------------------ | ------------------------------------------------------------------ | ------------------------------------------------------------------ | ------------------------------------------------------------------ | ------------------------------------------------------------------ |
| Parti                                                              | Parti                                                              | Candidat                                                           | Votes                                                              | %                                                                  |
|                                                                    | Démocrate                                                          | Tom O'Halleran (sortant)                                           | 71 391                                                             | 100                                                                |

| Primaire Républicaine de 2022 du 2e District Congressionnel d'Arizona | Primaire Républicaine de 2022 du 2e District Congressionnel d'Arizona | Primaire Républicaine de 2022 du 2e District Congressionnel d'Arizona | Primaire Républicaine de 2022 du 2e District Congressionnel d'Arizona | Primaire Républicaine de 2022 du 2e District Congressionnel d'Arizona |
| --------------------------------------------------------------------- | --------------------------------------------------------------------- | --------------------------------------------------------------------- | --------------------------------------------------------------------- | --------------------------------------------------------------------- |
| Parti                                                                 | Parti                                                                 | Candidat                                                              | Votes                                                                 | %                                                                     |
|                                                                       | Républicain                                                           | Eli Crane                                                             | 38 681                                                                | 35.8                                                                  |
|                                                                       | Républicain                                                           | Walt Blackman                                                         | 26 399                                                                | 24.4                                                                  |
|                                                                       | Républicain                                                           | Mark DeLuzio                                                          | 18 515                                                                | 17.1                                                                  |
|                                                                       | Républicain                                                           | Andy Yates                                                            | 7467                                                                  | 6.9                                                                   |
|                                                                       | Républicain                                                           | John Moore                                                            | 7327                                                                  | 6.8                                                                   |
|                                                                       | Républicain                                                           | Steven Krystofiak                                                     | 5905                                                                  | 5.5                                                                   |
|                                                                       | Républicain                                                           | Ron Watkins                                                           | 3810                                                                  | 3.5                                                                   |

| Élection de 2022 du 2e district congressionnel d'Arizona | Élection de 2022 du 2e district congressionnel d'Arizona | Élection de 2022 du 2e district congressionnel d'Arizona | Élection de 2022 du 2e district congressionnel d'Arizona | Élection de 2022 du 2e district congressionnel d'Arizona |
| -------------------------------------------------------- | -------------------------------------------------------- | -------------------------------------------------------- | -------------------------------------------------------- | -------------------------------------------------------- |
| Parti                                                    | Parti                                                    | Candidat                                                 | Votes                                                    | %                                                        |
|                                                          | Républicain                                              | Eli Crane                                                | 174 169                                                  | 53.9                                                     |
|                                                          | Démocrate                                                | Tom O'Halleran (sortant)                                 | 149 151                                                  | 46.1                                                     |
|                                                          | Write-in                                                 | Chris Sarappo                                            | 76                                                       | 0.0                                                      |
| Total des votes                                          | Total des votes                                          | Total des votes                                          | 323 396                                                  | 100%                                                     |
|                                                          | Les Républicains prennent aux Démocrates                 |                                                          |                                                          |                                                          |

### 2024
| Primaire Républicaine de 2024 du 2e District Congressionnel d'Arizona | Primaire Républicaine de 2024 du 2e District Congressionnel d'Arizona | Primaire Républicaine de 2024 du 2e District Congressionnel d'Arizona | Primaire Républicaine de 2024 du 2e District Congressionnel d'Arizona | Primaire Républicaine de 2024 du 2e District Congressionnel d'Arizona |
| --------------------------------------------------------------------- | --------------------------------------------------------------------- | --------------------------------------------------------------------- | --------------------------------------------------------------------- | --------------------------------------------------------------------- |
| Parti                                                                 | Parti                                                                 | Candidat                                                              | Votes                                                                 | %                                                                     |
|                                                                       | Républicain                                                           | Eli Crane (sortant)                                                   | 89 480                                                                | 80,5                                                                  |
|                                                                       | Républicain                                                           | Jack Smith                                                            | 21 637                                                                | 19,5                                                                  |

| Primaire Démocrate de 2024 du 2e District Congressionnel d'Arizona | Primaire Démocrate de 2024 du 2e District Congressionnel d'Arizona | Primaire Démocrate de 2024 du 2e District Congressionnel d'Arizona | Primaire Démocrate de 2024 du 2e District Congressionnel d'Arizona | Primaire Démocrate de 2024 du 2e District Congressionnel d'Arizona |
| ------------------------------------------------------------------ | ------------------------------------------------------------------ | ------------------------------------------------------------------ | ------------------------------------------------------------------ | ------------------------------------------------------------------ |
| Parti                                                              | Parti                                                              | Candidat                                                           | Votes                                                              | %                                                                  |
|                                                                    | Démocrate                                                          | Jonathan Nez                                                       | 62 033                                                             | 100                                                                |

| Élection de 2024 du 2e District Congressionnel d'Arizona | Élection de 2024 du 2e District Congressionnel d'Arizona | Élection de 2024 du 2e District Congressionnel d'Arizona | Élection de 2024 du 2e District Congressionnel d'Arizona | Élection de 2024 du 2e District Congressionnel d'Arizona |
| -------------------------------------------------------- | -------------------------------------------------------- | -------------------------------------------------------- | -------------------------------------------------------- | -------------------------------------------------------- |
| Parti                                                    | Parti                                                    | Candidat                                                 | Votes                                                    | %                                                        |
|                                                          | Républicain                                              | Eli Crane (sortant)                                      | 221 413                                                  | 54,5                                                     |
|                                                          | Démocrate                                                | Jonathan Nez                                             | 184 963                                                  | 45,5                                                     |
|                                                          | Indépendant                                              | Richard Ester (write-in)                                 | 28                                                       | 0,0                                                      |
|                                                          | Démocrate                                                | David Alexander (write-in)                               | 22                                                       | 0,0                                                      |
|                                                          | Indépendant                                              | Charles Holt Jr.                                         | 5                                                        | 0,0                                                      |
| Total des votes                                          | Total des votes                                          | Total des votes                                          | 406 431                                                  | 100 %                                                    |
|                                                          | Les Républicains conservent                              |                                                          |                                                          |                                                          |